# Culicula pachycera
Culicula pachycera là một loài bướm đêm trong họ Noctuidae.